# Nil?
「nil?」（ニル）は、日本のバンド10-FEETの4枚目のシングルである。2003年6月11日発売。発売元はユニバーサルミュージック。

## 概要
- メジャーデビューシングル。

## 収録曲
1. nil?(4:35)
作詞・作曲：TAKUMA、編曲：10-FEET
2. recollection(4:59)
作詞・作曲：TAKUMA、編曲：10-FEET
3. MOB 〜45 BOMBSTYLES〜(1:27)
作詞・作曲：TAKUMA・MOB104、編曲：10-FEET
4. springlady(3:31)
作詞・作曲：TAKUMA、編曲：10-FEET

## 収録アルバム

### nil?
- オリジナル『REALIFE』（2004年1月28日）

### recollection
- オリジナル『REALIFE』（2004年1月28日）